# Zdenko Baotić
Zdenko Baotić (ur. 9 marca 1985 w Gradačacu) – bośniacki piłkarz występujący na pozycji bramkarza. Grał w HNK Orašje, FK Željezničar, austriackim Sturmie Graz i rumuńskim Oțelulu Gałacz.